# Podium kohlii
Podium kohlii är en biart som beskrevs av Edoardo Zavattari 1908.
Podium kohlii ingår i släktet Podium och familjen grävsteklar. Inga underarter finns listade i Catalogue of Life.